# Amore di Cristo

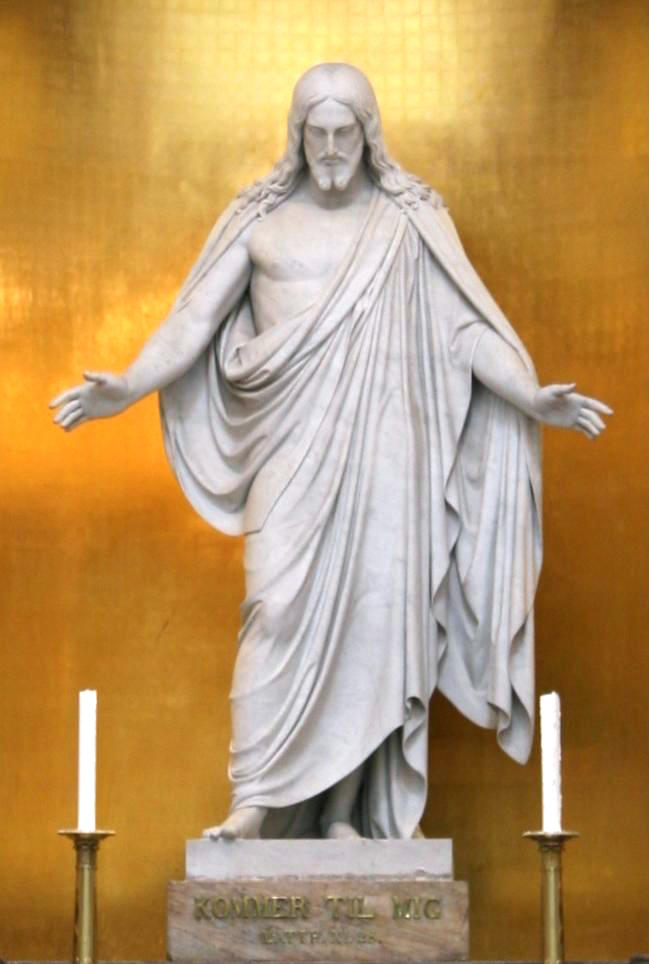
Christus (1821), opera di Bertel Thorvaldsen, Cattedrale di Nostra Signora (Copenaghen)

L‘amore di Cristo è un elemento centrale della fede e teologia cristiane. Si riferisce sia all'amore di Gesù Cristo per l'umanità, sia all'amore dei cristiani per Cristo. Questi due aspetti non sono distinti nella dottrina cristiana — l'amore per Cristo è un riflesso del suo amore per i propri seguaci.
Il tema dell'amore è un elemento fondamentale degli scritti giovannei. Nel Vangelo di Giovanni, la Pericope del Buon Pastore (Giovanni 10:1-21) simbolizza il sacrificio di Gesù basato sul suo amore. In questo vangelo, l'amore per Cristo risulta dal seguire i suoi comandamenti, espressi nel suo "Discorso di commiato" (Giovanni 14:23) che afferma: "Se uno mi ama, osserverà la mia parola". Nella Prima lettera di Giovanni (4:19), la natura riflessiva di questo amore è enfatizzato: "Noi amiamo, perché egli ci ha amati per primo", esprimendo l'amore per Cristo come rifrazione dell'amore di Cristo. Verso la fine dell'Ultima Cena, Gesù dà ai propri discepoli un nuovo comandamento:
L'amore di Cristo inoltre è un motivo delle lettere di Paolo. Il tema basilare della Lettera agli Efesini è quello di Dio Padre che inizia l'opera di salvezza tramite Cristo che volontariamente si sacrifica in amore e obbedienza al Padre. Efesini 5:25 asserisce: "Cristo ha amato la Chiesa e ha dato se stesso per lei". Efesini 3:17-19 collega l'amore di Cristo alla conoscenza di Cristo e considera l'amore per Cristo una necessità per conoscerlo:
Molte figure cristiane di spicco hanno descritto e spiegato l'amore di Cristo. Agostino d'Ippona ha scritto che "il comune amore della verità unisce le persone, il comune amore di Cristo unisce tutti i cristiani". Benedetto da Norcia voleva che i suoi monaci "non anteponessero nulla all'amore di Cristo". Tommaso d'Aquino affermò che sebbene sia Cristo che Dio Padre avessero avuto il potere di fermare coloro che uccisero Cristo sul Calvario, nessuno dei due lo fece, a causa della perfezione dell'amore di Cristo. L'Aquinate opinava anche che, poiché "l'amore perfetto" scaccia il timore, Cristo non ebbe paura, perché il suo amore era del tutto perfetto. Teresa d'Avila reputava che l'amore perfetto fosse un'imitazione dell'amore di Cristo.

## Amore di Cristo per i suoi discepoli
(Giovanni 10:11)

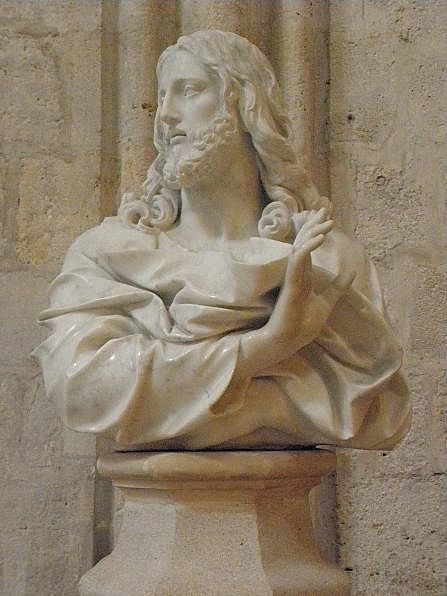
Salvator mudi, statua di Cristo che benedice, Notre Dame de Paris, Parigi

L'amore di Cristo per i suoi discepoli e per tutta l'umanità è un tema che si ripete sia negli scritti giovannei, sia in varie lettere di Paolo. Giovanni 13:1, che inizia la narrazione dell'Ultima Cena, descrive l'amore di Cristo per i suoi seguaci: "avendo amato i suoi che erano nel mondo, li amò fino alla fine." Questo uso di "alla fine" in greco (che venne usato per la stesura dei vangeli) può essere tradotto anche con "al massimo". Nella Prima lettera di Giovanni (4:19) la natura riflessa di questa amore viene sottolineata: "Noi amiamo, perché egli ci ha amati per primo", esprimendo l'origine dell'amore come riflessione dell'amore di Cristo.
La teologia dell'intercessione di Cristo dal Cielo dopo aver lasciato la terra, si fonda sul suo costante amore per i discepoli e il desiderio di portarli alla salvezza, come in 1 Giovanni 2:1-2 e Romani 8:34.
In molti modelli cristologici, l'amore di Cristo per i suoi discepoli non viene mediato da altri mezzi me è diretto. Somiglia all'amore del pastore per le sue pecore e al nutrimento che la Vite (cfr. Giovanni 15:1-17) provvede ai tralci. In altri modelli, l'amore viene delegato parzialmente agli apostoli che hanno formato la prima chiesa e tramite loro, è passato ai loro successori.
La Pericope del Buon Pastore appare a metà del Vangelo di Giovanni (10:1-21) e in Giovanni 1-11 Gesù afferma che, come buon pastore, egli darà la vita per le sue pecore. Questo concetto è quindi la base dei comandi di Gesù all'Apostolo Pietro dopo la sua risurrezione e prima della sua Ascensione al cielo. In Giovanni 21:15-17, un Gesù risorto chiede a Pietro tre volte "Mi ami tu?" e alla risposta, Gesù comanda Pietro tre volte di "pascere i miei agnelli", "pascere le mie pecorelle"  e "pascere le mie pecorelle", implicando che l'amore per Cristo deve tradursi in azioni amorevoli e cura dei seguaci.
La tematica basilare della Lettera agli Efesini è quella di Dio Padre che avvia l'opera di salvezza per mezzo di Cristo, che non è solo uno strumento passivo in questo scenario, ma assume un ruolo attivo nell'opera di salvezza. In Efesini 5:1-2, Paolo esorta gli Efesini ad essere imitatori di Dio:
Paolo continua questa idea in Efesini 5:25 dichiarando che: "Cristo ha amato la Chiesa e ha dato se stesso per lei".
La discussione dell'amore espresso da Cristo in tutto il Nuovo testamento fa parte del tema complessivo dell'effusione di amore da parte di un Dio misericordioso e la partecipazione di Cristo in tale effusione. In Giovanni 14:31, Gesù spiega che il suo atto sacrificale si è compiuto affinché "il mondo sappia che io amo il Padre e faccio quello che il Padre mi ha comandato." Questo versetto include l'unaca dichiarazione diretta di Gesù nel Nuovo Testamento in merito al suo amore per il Padre. Nell'Apocalisse (19:7-9), l'immagine della festa nuziale dell'Agnello rappresenta la celebrazione culminante di questo ciclo d'amore e misericordia di Dio, che inizia nel primo capitolo del Libro della Genesi e si conclude con la salvezza.

## Amore dei cristiani per Cristo

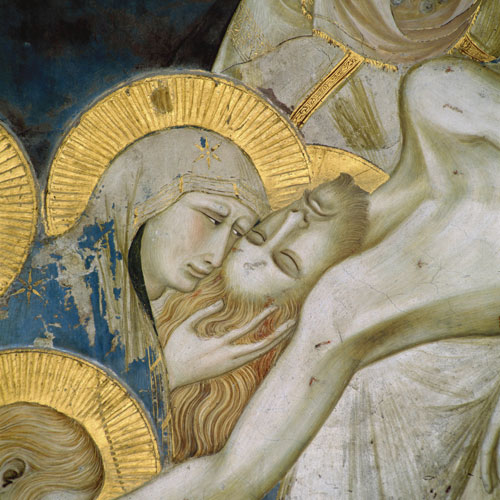
Particolare di un affresco di Pietro Lorenzetti, Basilica di San Francesco (Assisi, ca. 1320)

(Regola benedettina, art. 72.)

### Nel Nuovo Testamento
Il tema dell'amore è un elemento fondamentale negli scritti giovannei: "Dio ama Cristo, Cristo ama Dio, Dio ama l'umanità e i cristiani amano Dio attraverso il loro amore per Cristo". I cristiani sono legati tra di loro dal reciproco amore, che è un riflesso del loro amore per Cristo. La parola "amore" appare 57 volte nel Vangelo di Giovanni, più spesso che negli altri tre vangeli messi insieme. Appare inoltre 46 volte nella Prima lettera di Giovanni.
Nel Vangelo di Giovanni, l'amore per Cristo si esprime con l'osservare i suoi comandamenti. In Giovanni 14:15, Gesù dichiara: "Se mi amate, osserverete i miei comandamenti" e Giovanni 14:23 riconferma che: "Se uno mi ama, osserverà la mia parola".
Il duplice aspetto di quanto sopra è il comandamento di Gesù ai suoi seguaci di amarsi l'un l'altro. In Giovanni 13:34-35, durante l'Ultima Cena, dopo l'uscita di Giuda Iscariota e appena prima di iniziare il Discorso di congedo, Gesù dà un nuovo comandamento ai suoi undici discepoli rimanenti: "Vi do un comandamento nuovo: che vi amiate gli uni gli altri; come io vi ho amato," e afferma: "Da questo tutti sapranno che siete miei discepoli, se avrete amore gli uni per gli altri."
Al di fuori della letteratura giovannea, il primo riferimento neotestamentario all'amore per Cristo si trova in 1 Corinzi 16:22: "Se qualcuno non ama il Signore Gesù Cristo, sia anatema!". In 2 Corinzi 5:14-15, Paolo discute come l'amore di Cristo sia una forza pressante e stabilisca un legame tra il sacrificio di Cristo e le attività dei cristiani:
Tuttavia Paolo assicura i Corinzi che non sta cercando di raccomandarsi a loro. L'amore di Cristo controlla il ministero dell'Apostolo a causa della sua convinzione nella potenza salvifica del sacrificio di Cristo. Ciò combacia con la cristologia del "Secondo Adamo" di Paolo in 1 Corinzi 15, in cui la nascita, la morte e la risurrezione di Gesù liberano i cristiani dalle trasgressioni di Adamo.
Nella Prima lettera ai Corinzi (13:8-13), Paolo vede l'amore di Cristo come il fondamento che rende possibile una comunione personale con Dio, basato sulle tre attività di "fede in Cristo", "speranza in Cristo" e "amore per Cristo". In 13:13, afferma: "Ora dunque queste tre cose rimangono: fede, speranza e amore; ma la più grande di esse è l'amore."
L'amore di Cristo è un tema importante della Lettera ai Romani. In Romani 8:35 Paolo chiede: " Chi ci separerà dall'amore di Cristo?" E risponde: "Forse la tribolazione, l'angoscia, la persecuzione, la fame, la nudità, il pericolo, la spada?... No, in tutte queste cose noi siamo più che vincitori per virtù di colui che ci ha amati."
L'uso di "amore di Cristo" in Romani 8:35 e "amore di Dio" in Romani 8:39 riflette la concentrazione di Paolo sul voler unire Cristo e Dio nell'esperienza del credente senza asserire la loro uguaglianza.
Nella Lettera agli Efesini (3:17-19) Paolo riferisce l'amore di Cristo alla conoscenza di Cristo e considera l'amore di Cristo come una necessità per conoscerlo:
Paolo sostiene che la conoscenza di Cristo ottenuta mediante "l'incommensurabile amore di Cristo" (come espresso in Efesini 3:17-19) superi altre forme di conoscenza spirituale, come in 1 Corinzi 2:12 che considera la "conoscenza spirituale" quale conoscenza divina che agisce nella mente umana.

### Scrittori cristiani successivi

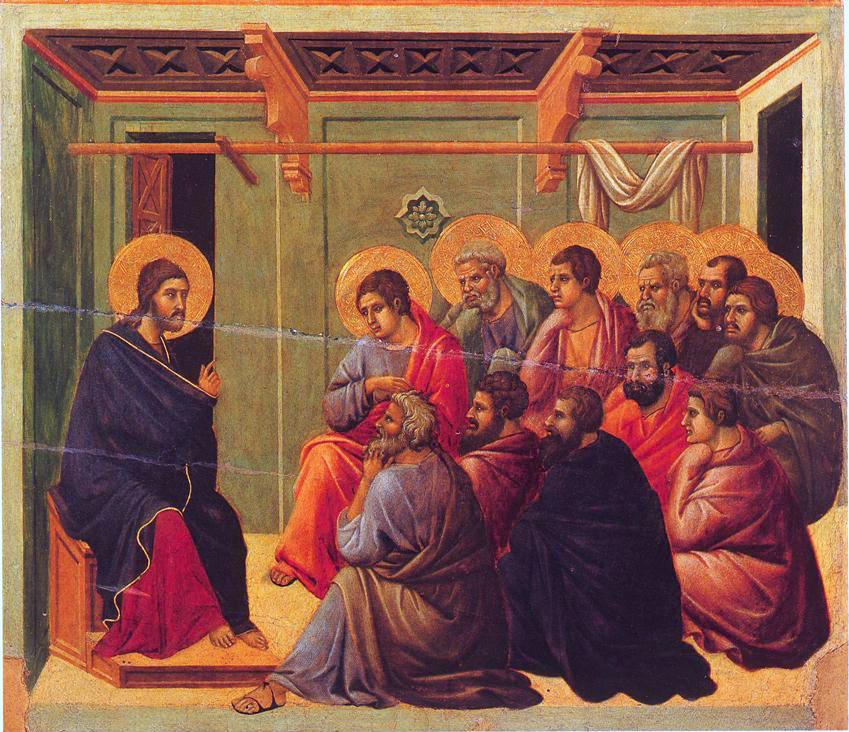
Congedo dagli apostoli, di Duccio di Buoninsegna, Museo dell'Opera del Duomo (Siena) ca. 1311

Agostino d'Ippona fa riferimento a Efesini 3:14 e afferma che inchinare le ginocchia davanti al Padre è il miglior modo per arrivare a conoscere l'amore di Cristo. Poi basandosi sul concetto che "il comune amore della verità unisce le persone, il comune amore di Cristo unisce tutti i cristiani", Agostino insegna che la fede in Cristo implica comunità nella Chiesa e che l'obiettivo dei cristiani dovrebbe essere l'unità del genere umano.
Benedetto da Norcia insisteva coi suoi monaci sull'importanza dell'amore di Cristo e, in linea con il resto della sua cristologia, si focalizzava sugli aspetti ultraterreni. Benedetto voleva che i suoi monaci amassero Cristo come "Egli ci ha amato" e di nuovo affermava la natura riflessiva dell'amore: "non anteponete nulla a Cristo, poiché Egli non ha anteposto nulla a noi". La Regola benedettina ricorda ai monaci che la presenza di Cristo può manifestarsi nel più umile e meno potente degli uomini, esprimendosi in un profondo amore per Cristo
Tommaso d'Aquino reputava l'amore perfetto di Cristo per l'umanità un elemento chiave del suo sacrificio volontario quale Agnello di Dio e affermò che, sebbene sia Cristo che Dio padre avessero avuto il potere di fermare coloro che uccisero Cristo sul Calvario, nessuno dei due lo fece, a causa della perfezione dell'amore di Cristo. Facendo riferimento alla Prima lettera di Giovanni e a Efesini, l'Aquinate dichiarò che "l'amore perfetto" scaccia la paura: Cristo non ebbe paura, poiché l'amore di Cristo fu totalmente perfetto. Tommaso enfatizzò anche l'importanza di evitare le distrazioni che potrebbero separare coloro che conducono una vita religiosa dal loro amore per Cristo.
Teresa d'Avila sosteneva che l'amore perfetto è un'imitazione dell'amore di Cristo. Per lei, la via dell'amore perfetto includeva una consapevolezza costante dell'amore ricevuto da Dio ed il riconoscimento che nulla nell'animo umano è degno dell'amore incondizionato di Dio.

## Salvati dall'amore

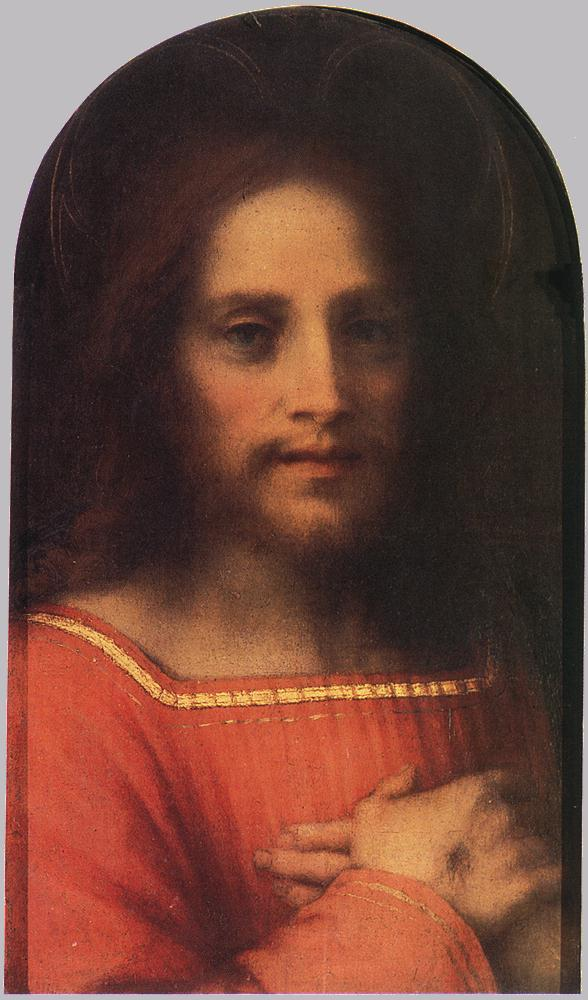
Cristo il Redentore, di Andrea del Sarto, (XVI secolo)

### Analisi
La realtà dell'amore è ben più complessa di quanto una qualsiasi definizione possa offrire. Un'analisi dettagliata deve essere proposta da quei teologi che affermano la centralità dell'amore nel progetto salvifico di Dio. Almeno otto temi vengono di solito compresi in tale analisi, con i seguenti due prolegomeni: in primo luogo, la proposizione giovannea - "Dio è amore" (1 Giovanni 4:8,16) - rappresenta l'amore come costituente l'essere/essenza di Dio. L'assioma classico che l'attività segue l'essere (lat. operari sequitur esse) implicherebbe allora che l'amore costituisca anche l'azione redentiva di Dio. Secondo, la letteratura giovannea (Giovanni 1:3-4;9-18), insieme ad altre testimonianze neotestamentarie (per es. Colossesi 1:15-20, Ebrei 1:2-3), associa la redenzione con la creazione. Come il teologo tedesco Hans Hübner interpreta l'inno cristologico di Colossesi, la creazione è lì "per il bene della redenzione". Il Logos incarnato che media la rivelazione divina e la redenzione era già un agente della creazione. Paolo ha aperto la strada ad identificarlo come Colui per mezzo del quale il mondo fu creato in principio (1 Corinzi 8:6). Il mistero dell'amore che fu la creazione ha raggiunto il suo apice nella redenzione, con sia la creazione che la redenzione ottenute tramite lo stesso agente.

#### Tema 1: Approvazione incondizionata
L'amore accetta, afferma, e approva qualsiasi cosa e chiunque ami. Gode e approva che l'amato sia: "è bello che tu esista, voglio che tu esista". L'approvazione dell'amore comporta il fermo desiderio che la persona amata non debba mai finire d'esistere. Dire a qualcuno "Ti amo" è, nei termini dell'intuizione classica di Gabriel Marcel, come dire a quella persona: "tu non devi morire, devi vivere per sempre." La profonda approvazione dell'amore non può tollerare l'idea dell'amato che non è più presente.
Secondo la narrazione "sacerdotale" della creazione, Dio vide la bontà di tutto ciò che era stato fatto - soprattutto la bontà degli esseri umani fatti ad immagine e somiglianza divine (Genesi 1:26-27). Con amore Dio approvò profondamente di noi e del nostro mondo, dicendo in effetti a tutta l'umanità: "È bene che tu esista. Voglio che tu esista." L'amorevole approvazione di Dio porta con sé ancor di più - cosa che l'amore umana non può mai ottenere - la pienezza di vita per sempre. L'amore divino, posto nella creazione e nella redenzione, è più potente della morte (Cantico dei Cantici 8:6-7) Non solo ci libera dalla morte ma offre anche una nuova vita trasformata e definitiva.

#### Tema 2: La libertà dell'amore
I teologi cristiani osservano che la ragione da sola non può mai pienamente esser responsabile della scelta e intensità dell'amore, sia a livello divino che a quello umano. Naturalmente l'amore non è mai immotivato: possiamo sempre indicare delle ragioni che assistono a spiegare la scelta, per esempio, di un partner o di una professione. Tuttavia, da soli i motivi razionali non riescono mai a spiegare completamente e a giustificare l'amore e la sua attività. Essendo un atto supremamente libero, l'amore non è mai forzato ma ha sempre qualcosa di gratuito, di altruistico e spontaneo in sé. È un atto misterioso di libertà che è creativamente autodeterminante e non può essere semplicemente comandato, costretto, e controllato da altri fattori - neanche con la forza della ragione. Inquestionabilmente ci si trova qui di fronte ad un mistero. Come può un'azione amorevole essere razionale e allo stesso tempo non completamente spiegabile o perlomeno giustificata dalla ragione? Cosa succede, si chiede il filosofo, quando l'amore porta qualcuno a compiere cose che vanno al di là del ragionevole?
C'è del misterioso in questa visione di interazione tra ragione e amore. Ciò nonostante, l'alternativa - amore controllato semplicemente e totalmente dalla sola ragione - priverebbe l'amore di quella spontaneità con cui l'associamo e che viene suggerita dalla parabola degli operai mandati nella vigna (Matteo 20:1-16). In tale storia, il modo in cui il padrone è più generoso coi ritardatari non è ingiusto, ma illustra una generosità divina che la ragione da sola non riesce a giustificare completamente. L'amore è un dono che possediamo e va oltre la ragione e il ragionevole.
(Cantico dei Cantici 8:6-7)
Si possono certo assegnare delle ragioni all'atto originale della creazione da parte di Dio. Tuttavia rimane un mistero quando cerchiamo di rispondere alla domanda: perché Dio ha creato? Se Dio è, come afferma Tommaso d'Aquino, semplice e perfetto, perché ha sentito il bisogno di creare e complicare? In un misterioso atto d'amore, Dio ha deciso di creare e da momento a momento di sostenere in esistenza tutte le cose che sono state create. Ancor di meno riusciamo a spiegarci in un modo puramente razionale il mistero dell'amore di Dio che ci promette una vita risorta con un nuovo paradiso e una nuova terra. Da sola la ragione non può spiegarsi l'amore già dimostrato nella creazione e nel mistero della redenzione, e la sua prossima consumazione.

#### Tema 3: L'attività dell'amore
Una terza caratteristuca principale dell'amore, che sia umano o divina, è la sua attività creativa e ri-creativa. Tanto per iniziare, afferma il teologo gesuita Gerald O'Collins, l'amore è creativo: dà vita e fa esistere ciò che ancora non esisteva. La procreazione e l'allevamento dei bambini offre un esempio classico di questa caratteristica generativa dell'amore. Tuttavia, anche le professioni mediche e didattiche, il ministero pastorale e il lavoro degli artisti, scrittori e architetti forniscono ricche illustrazioni della forza vitale e creativa dell'amore. L'amore crea nuovo "essere". Senza amore non ci sarebbe nulla, assolutamente. In principio, Dio ha dimostrato infinito amore creando l'universo ed il suo fulcro, gli esseri umani. La sovrabbondante bontà di Dio ha dato luce e continua a dar luce a tutto ciò che è: tutta la realtà creata è frutto ed espressione dell'amore divino - questa è la fede del credente. Nelle parole di Agostino, "perché Dio è buono, noi esistiamo" (De doctrina cristiana, 1:32).
Se l'amore di Dio è la chiave per la creazione e conservazione del mondo, a maggior ragione deve esser considerato come la chiave per la nuova creazione di tutte le cose nella redenzione e nella sua consumazione finale. L'amore divino è alla base dell'creazione originale, quando Dio ha dato vita a ciò che ancora non esisteva. Amore a fortiori è la radice della nuova creazione in cui Dio dà, e darà, nuova vita trasformata e definitiva a ciò che esisteva una volta ma è morto. Sin dai profeti classici dell'Antico Testamento, l'amore si è dimostrato un tema centrale per esprimere l'attività redentrice di Dio a nostro favore. L'amore divino ci libera dalle forze del male; risana e trasforma gli esseri umani. I cristiani affermano che la redenzione raggiungerà la sua realizzazione nel Mondo a venire. Questo equivale a dire che l'attività dell'amore redentivo di Dio raggiungerà il suo culmine all‘eschaton.

#### Tema 4: La vulnerabilità dell'amore
L'attività dell'amore, nel suo senso più autentico, è diretto verso l'Altro a qualunque costo per sé stesso. Questa preoccupazione disinteressata rende vulnerabili coloro che amano. La fedeltà al proprio amore, o piuttosto verso quelli che si ama, può pagarsi a caro prezzo, dolorosamente, anche con la morte. Amore generoso, abnegato e incondizionato – come esemplificato supremamente da Cristo – rischia di essere sfruttato, respinto e anche mortalmente schiacciato.nessuna parabola dei Vangeli evoca più acutamente il rischio e il costo dell'amore della storia del padre misericordioso: il suo amore lo fa confrontare e sopportare il comportamento offensivo del suo figlio maggiore (Luca 15:29-30) e il profondo dolore della morte spirituale e morale del suo figlio minore. Il dispiacere causato da tale e intenso amore viene dimostrato dalle ripetute parole del padre misericordioso: "questo mio figlio era morto" (Luca 15:24, cfr. (Luca 15:32).
Si potrebbe interpretare la creazione stessa in termini di vulnerabilità dell'amore. Dio ha messo a rischio almeno alcune delle opere create, affidandole alla nostra gestione. La presenza di Cristo nella redenzione umana lo ha coinvolto nella sua "passione", parola che in italiano e in altre lingue moderne significa non solo sofferenza ma anche amore intenso. Il termine "passione" indica come Cristo abbia attuato la propria ingiunzione di amare i nemici (Matteo 5:44). Il suo amore anche per i propri nemici lo ha reso completamente vulnerabile e debole: è morto per mano loro e per loro conto.

#### Tema 5: La rivelazione dell'amore
Alcune parole attribuite a Gesù nel Vangelo di Giovanni ci indicano una quinta caratteristica dell'amore, la sua potenza rivelatrice. Primo, Gesù dice:
Poi, un po' dopo nello stesso discorso finale, Gesù aggiunge:

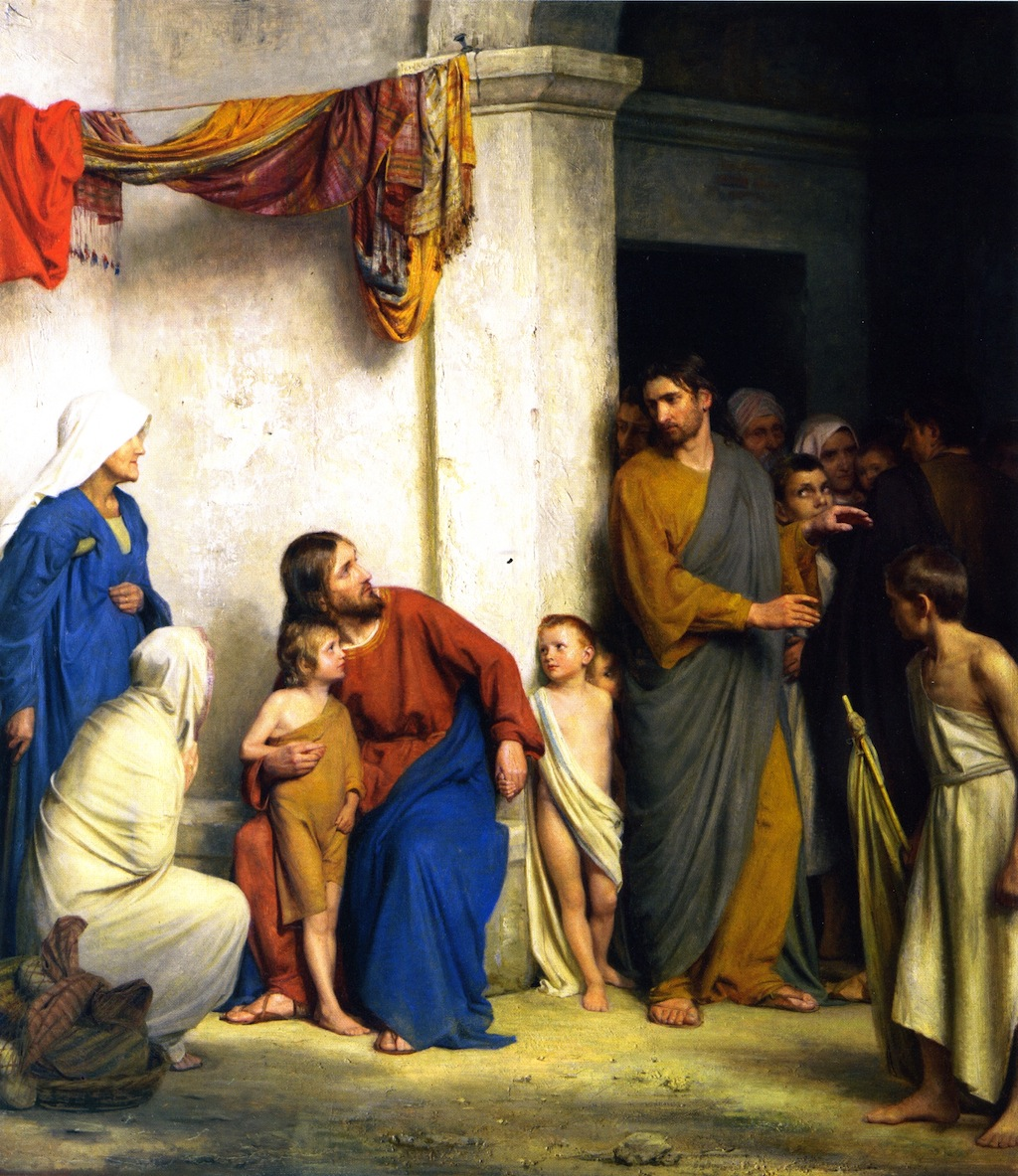
Cristo e i fanciulli, di Carl Heinrich Bloch

Amore significa automanifestazione e autorivelazione, ma non riferendosi ad un parlare autoindulgente e continuo su ciò che si è detto e fatto, lodando i propri successi. Il vero amore è differente. Quando prorompe per rivelarsi, lo fa con uno stile di condivisione che si orienta verso gli altri e si concentra sugli altri. Ne veniamo a contatto e lo proviamo nell'amore prorompente del matrimonio e dell'amicizia intima, profonda. Gli amici fanno conoscere tanto o anche tutto ad altri amici; ci manifestiamo sinceramente a coloro che amiamo. Senza pretese, l'amore è sempre autorivelativo e autocomunicativo.
Questo quinto punto proposto dai teologi cristiani nell'analizzare l'amore di Cristo, si ricollega al terzo, dato che la vera autorivelazione è sempre trasformante e redentiva. Proprio come l'automanifestazione amorevole di Gesù ha cambiato la situazione umana per tutti, così rivelarsi in amore serve a sanare e salvare altri. Al livello individuale delle nostre relazioni interpersonali, la rivelazione è riscattante: adattando Giovanni, la nostra verità amorevole e liberamente manifestata renderà noi e gli altri liberi (Giovanni 8:32). Al livello universale di Gesù stesso e del suo "operato" salvifico, la rivelazione e la redenzione sono due lati della stessa medaglia. L'autorivelazione di Dio è essenzialmente redentiva; viceversa, la redenzione mediante l'amore divino deve essere conosciuta per poter essere efficace o almeno efficace totalmente.
la Lettera a Tito cattura splendidamente la relazione profonda tra la rivelazione e la salvezza quando dichiara "È apparsa infatti la grazia di Dio, apportatrice di salvezza per tutti gli uomini" (Tito 2:11). Alcuni versetti dopo questa lettera esprime lo stesso pensiero, ma in un modo che riguarda più esplicitamente il ruolo dell'amore nell'autorivelazione divina che è già avvenuta: "Quando si sono manifestati la bontà di Dio, salvatore nostro, e il suo amore per gli uomini, egli ci ha salvati" (Tito 3:4-5). L'amore ha indotto l'automanifestazione divina, un'automanifestazione di Cristo che ci ha salvati. Come per altri libri del Nuovo Testamento, la Lettera a Tito associa la rivelazione ancor di più col futuro, con ciò che chiama "l'apparizione della gloria del grande Dio e Salvatore nostro, Gesù Cristo" (Tito 2:13). Alla fine, nessuno dovrà cercare con troppa difficoltà per trovare Dio: mediante l'amore divino siamo già stati fatti figli di Dio. Quando Cristo ritornerà, grazie all'amore divino sia la redenzione che la rivelazione si realizzeranno. Come afferma la Prima lettera di Giovanni:
L'amore divino che ha già dato inizio al processo dell'autorivelazione salvifica completerà definitivamente la sua opera alla fine.

#### Tema 6: L'unione dell'amore
L'amore concilia e unisce. Questa sesta caratteristica dell'amore viene rappresentata perfettamente nella parabola del padre misericordioso (Luca 15:11-32). L'amore del padre si rivolge non solo a riaccogliere in casa il figliol prodigo, ma anche a far fronte all'amarezza del figlio maggiore. Di sua propria natura, l'amore è una forza reciproca e rimane incompleta fintanto che i suoi sentimenti non sono ricambiati e non si realizzi un completo dare e ricevere. Durante i primi secoli del cristianesimo, la reciprocità redentiva dell'amore divino, si espresse tramite il tema dell‘admirabile commercium: Dio divenne umano cosicché noi potessimo diventare divini. Nei tempi moderni, questa natura essenzialmente reciproca dell'amore è stata messa fortemente in evidenza dal teologo francese Maurice Nédoncelle (1905-1976): "Per me, amare qualcuno significa necessariamente sperare che i miei sentimenti siano ricambiati". Come Nédoncelle giustamente argomenta, non è una questione di "tentare egoisticamente di manipolare o forzare altri ad amarmi: è una questione proprio della natura dell'amore di riciprocare."
La piena comunione di vita che l'amore implica non significa un'unione soffocante, ancor meno un'unione che riduce o semplicemente assorbe una delle parti. L'amore unisce senza essere distruttivo. Più grande è l'unione d'amore, più salvaguardata è l'identità personale e più la nostra vera individualità è valorizzata. In modo suggestivo, Jüngel descrive l'unione dell'amore che ci porta a noi stessi e non ci distrugge: "l'amato 'Tu' mi si avvicina più di quanto io non sia mai stato capace di fare da me stesso, e mi porta a me stesso in un modo completamente nuovo". Qui un esempio importante proposto dai teologi cristiani è la Trinità. la comunione d'amore tra le Persone divine è supremamente perfetto: in nessun modo questa unione diminusisce la distinzione delle Tre Persone in una Divinità. Esistono insieme l'una per l'altra e con l'un l'altra, senza scomparire nell'altra.
L‘atto dell‘amore tende sempre verso due oggetti: verso il bene che si vuole a qualcuno e verso colui al quale si vuole il bene, poiché amare qualcuno vuol dire precisamente volere a lui del bene. Quindi, dal momento che uno si ama, vuole a se stesso del bene, e questo bene cerca di unirlo a se medesimo per quanto può. Per tale motivo l‘amore è detto forza unitiva anche in Dio, però senza composizione di sorta, poiché quel bene che [Dio] vuole a se stesso non è altra cosa che lui medesimo, il quale è buono per essenza — In quanto poi uno ama un altro, vuole del bene a quest‘altro. E lo tratta come se stesso, rivolgendo a lui il bene come a se medesimo. E in questo senso l‘amore è detto forza aggregativa: poiché uno aggrega un altro a se medesimo, e lo tratta come un altro se stesso. E così anche l‘amore divino è una forza aggregativa, senza che per questo in Dio vi sia composizione, in quanto egli vuole per altri cose buone.
La reciprocità dell'amore si perfezionerà quando Gesù ritornerà. Quello sarà il "ritorno a casa" ultimo, dice Jüngel, il benvenuto a casa che mai finisce. La parabola del padre misericordioso, usata per illustrare la natura reciproca e conciliante dell'amore, può anche essere usata in senso esteso per descrivere il cielo quale nostro ritorno a casa, finalmente, da un "remoto paese". Secondo il Vangelo di Giovanni, Gesù la mette in questo modo: 
Questa mutua unione finale con Dio attraverso Cristo non distruggerà la nostra individualità. Dio sarà "tutto in tutti" (1 Corinzi 15:28), ma non nel senso di ingurgitarci nella divinità. Al contrario, la nostra identità personale con la sua storia corporea sarà salvaguardata e la nostra vera individualità accresciuta. Alla fine, l'amore significherà l'unione più elevata possibile ma non la nostra scomparsa nella fonte divina da cui provenimmo.

#### Tema 7: La gioia dell'amore
La parabole del padre misericordioso si conclude con belle parole al figlio maggiore: "bisognava far festa e rallegrarsi, perché questo tuo fratello era morto ed è tornato in vita, era perduto ed è stato ritrovato." (Luca 15:32). La gioia inevitabilmente accompagna l'amore e tutte quelle occasioni che celebrano in modo particolare ed esprimono un amore interpersonale: un battesimo, un bar mitzvah, un matrimonio, un'ordinazione, persino un funerale. La gioia è intessuta nella trama stessa dell'amore: ci uniamo felicemente ai nostri amici speciali e con gioia prendiamo parte a riunioni di famiglia. Non c'è reazione più ovvia dell'amore che la gioia.
La gioia infinita che l'amore di Dio tiene per noi nella realizzazione della redenzione all‘eschaton, secondo alcuni teologi viene espressa dal Nuovo Testamento tramite due immagini caratteristiche: un matrimonio ed un banchetto. (A volte le immagini si fondono in un banchetto matrimoniale). Gesù rappresenta il regno a venire come una festa finale:
La sua parabola dei servi vigilanti contiene un sorprendente scambio di ruoli: quando ritorna, il padrone stesso "si cingerà le sue vesti, li farà mettere a tavola e passerà a servirli2 ad una festa nel mezzo della notte (Luca 12:35-38). Il Libro dell'Apocalisse descrive la nostra dimora celeste, la nuova Gerusalemme, come una bellissima sposa che viene ad incontrare il suo sposo, Cristo, l'Agnello di Dio (Apocalisse 21:2,9-10). Coloro che "sono invitati alla cena delle nozze dell'Agnello" non possono che rallegrarsi ed esser felici (Apocalisse 19:9). Sia ora che ancor di più alla fine, l'amore redentivo di Dio porta con sé la vera gioia.
Per esprimere il cambiamento profondamente gioioso che Cristo ed il suo amore hanno portato e porteranno, il Nuovo Testamento utilizza il linguaggio non solo di relazione nuziale ma anche di amicizia (per esempio Giovanni 15:15: "vi ho chiamati amici") e di filiazione (per esempio, Romani 8:29: "conformi all'immagine del Figlio suo"; Galati 3:26;4:5-7: "voi infatti siete figli di Dio per la fede in Cristo Gesù", "se sei figlio, sei anche erede di Dio per mezzo di Cristo"). L'amore e la gioia dell'amore scorrono come un filo d'oro in tutte e tre i tipi di relazione: la gioia amorevole degli sposi, degli amici e dei figli coi loro genitori.

#### Tema 8: La bellezza dell'amore

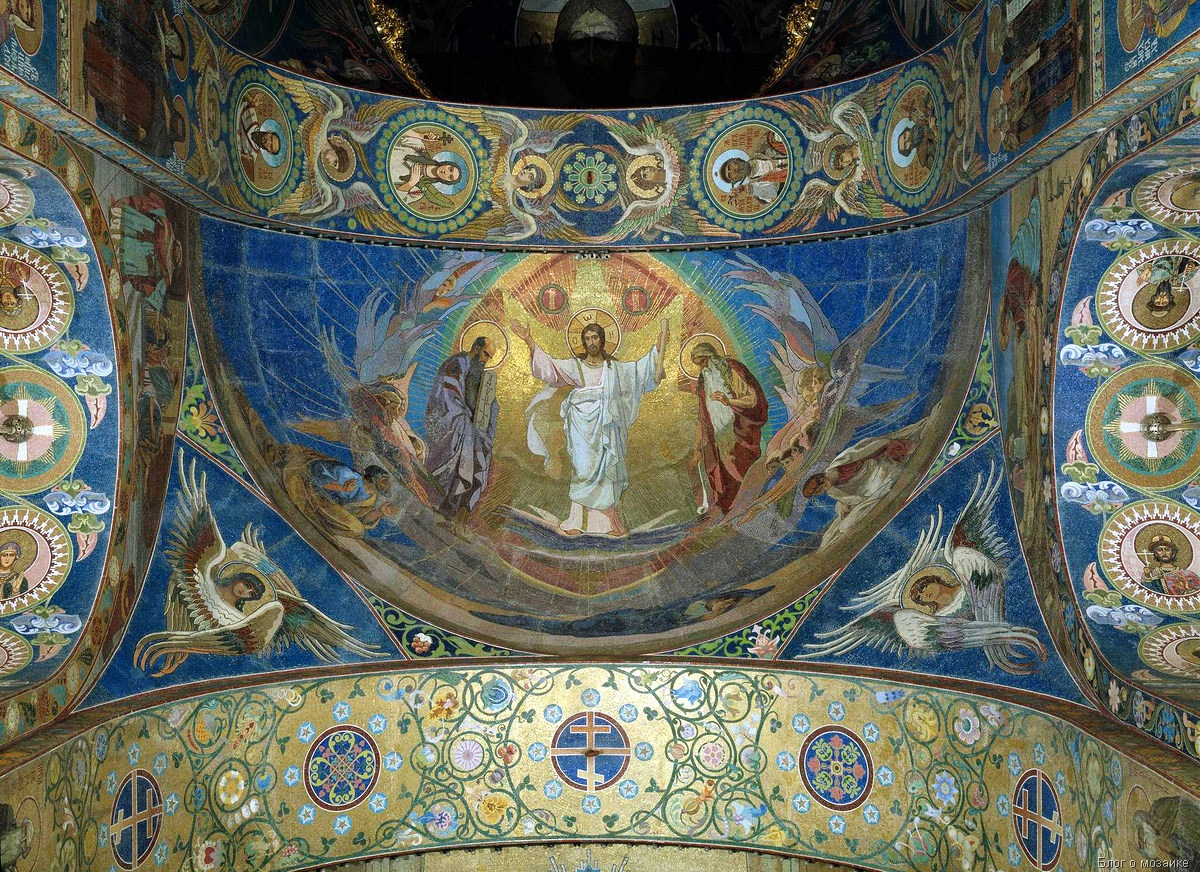
La Trasfigurazione: "Essi vedranno la gloria del Signore,
la magnificenza del nostro Dio."

Per concludere, questo ultimo tema viene associato ad Agostino d'Ippona: la connessione tra bellezza e amore: la bellezza suscita il nostro amore, noi amiamo ciò che è bello. Tale tema, reso familiare dalle Confessioni di Agostino solleva comunque alcune questioni importanti. L'oggetto formale dell'amore non è la bontà ma la bellezza? Può qualcosa essere veramente buona senza essere anche bella, o veramente bella senza essere anche buona? Tommaso d'Aquino non incluse la bellezza esplicitamente nella sua lista dei trascendentali – cioè, i concetti che si applicano a tutto l'essere. Ciò nondimeno egli argomentò che bontà e bellezza, se distinguibili logicamente, di fatto coincidono. la sua posizione ci incoraggia a sostenere la convinzione agostiniana del nostro amare ciò che è bello.
La cristologia afferma che la bellezza divina del Cristo risorto suscita redentivamente il nostro amore, sebbene rimanga mistoriosa - visibile solo indirettamente attraverso i segni sacramentali ed altro, in modo particolare gli esseri umani che soffrono. Nel Mondo a venire si afferma inoltre che vedremo Dio come Dio è e vivremo faccia a faccia con la bellezza divina che è, come afferma Agostino, "bellezza di ogni bellezza" (Confessioni,  3.6.; cfr. 9.4). Contemplando l'infinita bellezza di Dio, ameremo liberamente ma inevitabilmente Dio e in Dio gli altri. La divina bellezza farà in modo che noi siamo definitivamente redenti, obbedendo finalmente e completamente il comandamento di amare il Signore nostro Dio con tutto il nostro cuore e il nostro prossimo come noi stessi (cfr. Marco 12:30-31). La fine di tute le cose rivendicherà la verità del detto di Fëdor Dostoevskij che "la bellezza salverà il mondo".